# Danilo Galeazzi
Danilo Galeazzi   (Domodossola, 1 de desembre de 1952) és un ex-pilot de trial italià. Juntament amb Charles Coutard fou un dels primers pilots de l'equip oficial de SWM que s'estrenà el 1978 en el Campionat del Món, essent un dels principals desenvolupadors del seu nou model de trial. Durant la dècada del 1980, Galeazzi va ser un dels competidors destacats del Campionat del Món de trial i va ser quatre vegades Campió d'Itàlia (1980-1983). Es retirà de la competició internacional el 1987, tot i que seguí competint a Itàlia fins a mitjan dècada del 1990.
Actualment forma part del Jurat internacional de la FIM per al Campionat del Món de trial, la CTR (Trial Commission).

## Palmarès
| Any          | Motocicleta  | Campionat del Món | Campionat d'Itàlia |
| ------------ | ------------ | ----------------- | ------------------ |
| 1977         | Montesa      | -                 |                    |
| 1978         | SWM          | -                 |                    |
| 1979         | SWM          | 20è               |                    |
| 1980         | SWM          | 16è               | 1r                 |
| 1981         | SWM          | 13è               | 1r                 |
| 1982         | SWM          | 6è                | 1r                 |
| 1983         | SWM          | 10è               | 1r                 |
| 1984         | SWM          | 19è               |                    |
| 1985         | Garelli      | -                 |                    |
| 1986         | Garelli      | -                 |                    |
| Total títols | Total títols | 0                 | 4                  |

1. ↑  Al total de títols s'hi compten tots els campionats estatals o internacionals guanyats